# Fesenkov (månekrater)
Fesenkov er et nedslagskrater på Månen. Det befinder sig på Månens bagside og er opkaldt efter den sovjetiske astrofysiker Vasilij G. Fesenkov (1889 – 1972).
Navnet blev officielt tildelt af den Internationale Astronomiske Union (IAU) i 1973.

## Omgivelser
Fesenkovkrateret ligger øst-sydøst for det fremtrædende Tsiolkovskiykrater og mindre end en kraterdiameter nord for Starkkrateret.

## Karakteristika
Dette er et eroderet krater, hvis ydre rand er blevet irregulær og noget forrevet på grund af mindre nedslag i nærheden. Kraterbunden er ujævn, særligt i den østlige halvdel, og der findes en central top i kratermidten. Fra den ydre nordøstlige rand fører en kæde af småkratere mod øst, udgående radialt fra Tsiolkovskynedslaget.

## Satellitkratere
De kratere, som kaldes satellitter, er små kratere beliggende i eller nær hovedkrateret. Deres dannelse er sædvanligvis sket uafhængigt af dette, men de får samme navn som hovedkrateret med tilføjelse af et stort bogstav. På kort over Månen er det en konvention at identificere dem ved at placere dette bogstav på den side af satellitkraterets midte, som ligger nærmest hovedkrateret. Fesenkovkrateret har følgende satellitkratere:
| Fesenkov | Længde  | Bredde   | Diameter |
| -------- | ------- | -------- | -------- |
| F        | 23,3° S | 137,3° Ø | 16 km    |
| S        | 23,5° S | 133,8° Ø | 17 km    |